# Graf Spee (Schiff, 1917)
Die Graf Spee war ein Schiff der Kaiserlichen Marine. Sie gehörte zum Typ der Schlachtkreuzer, die in der Kaiserlichen Marine bis zum Ende des Ersten Weltkrieges aus haushaltsrechtlichen Gründen Große Kreuzer genannt wurden. Das Schiff erhielt seinen Namen zu Ehren des Vizeadmirals Maximilian von Spee, der im November bei Coronel der Royal Navy eine empfindliche Niederlage beibrachte und am 8. Dezember 1914 beim Seegefecht bei den Falklandinseln mit seinem Ostasiengeschwader unterging.
Die Graf Spee wurde als zweites Schiff der anfangs auf sieben, später auf vier Einheiten angelegten Mackensen-Klasse in Auftrag gegeben. Entgegen ursprünglichen Plänen, die Schiffe mit 38-cm-Geschützen auszurüsten, wurden sie mit 35-cm-Geschützen bewaffnet, um Größen- und Gewichtsprobleme zu vermeiden. Als Großbritannien dann mit der Renown-Klasse Schlachtkreuzer mit 38,1-cm-Geschützen auf Kiel legte, wurden die drei letzten Schiffe (als Ersatz-Yorck-Klasse bezeichnet) ebenfalls für 38-cm-Geschütze konzipiert.
Die Graf Spee wurde am 30. November 1915 auf der Schichau-Werft in Danzig auf Kiel gelegt. Sie wurde von Spees Witwe Margarete Gräfin von Spee getauft und lief am 15. September 1917 vom Stapel. Die Graf Spee hatte 223 Meter Länge, 30,4 m Breite, 9,3 m Tiefgang, und eine Verdrängung von 35.300 Tonnen. Die Bewaffnung bestand aus acht 35-cm-Geschützen, vierzehn 15-cm-Geschützen und acht 8,8-cm-Geschützen sowie fünf Torpedorohren. Die Höchstgeschwindigkeit war auf 28,8 Knoten ausgelegt, die Reichweite auf 8.000 Seemeilen bei einer Marschgeschwindigkeit von 14 Knoten. Die Besatzung sollte aus 1.186 Mann bestehen.
Mehr als ein Jahr vor der geplanten Fertigstellung wurde der Weiterbau am 17. November 1918 nach dem Ende des Krieges gestoppt. Die Graf Spee lag noch in Danzig und wurde später in Kiel von 1921 bis 1923 abgewrackt.
Die drei Schwesterschiffe der Graf Spee hatten ein ähnliches Schicksal: keines wurde fertiggestellt. Der Bau der Mackensen, die 1917 bei Blohm & Voss in Hamburg vom Stapel lief, wurde 14 Monate vor Fertigstellung gestoppt und das Schiff wurde 1921 abgewrackt. Die Arbeiten an der ebenfalls bei Blohm & Voss liegenden „Ersatz Freya“ wurden etwa 21 Monate vor Fertigstellung gestoppt. Das Schiff wurde noch nach Kriegsende vom Stapel gelassen, aber dann sofort abgewrackt. Die „Ersatz Friedrich Carl“ wurde nicht mehr zu Wasser gelassen und wurde noch auf der Helling der Reichsmarinewerft (ehemals Kaiserliche Werft Wilhelmshaven) von 1920 bis 1922 abgewrackt.

## Andere Schiffe mit dem NamenGraf Spee
Nach Maximilian Graf von Spee wurden mehrere deutsche Kriegsschiffe benannt:
- Die Admiral Graf Spee (1934–1939), ein Panzerschiff im Zweiten Weltkrieg.
- Die Schulfregatte Graf Spee (1959–1967) der Bundesmarine.